# Jim Grandholm
James Thomas Grandholm, detto Jim (Elkhart, 4 ottobre 1960), è un ex cestista statunitense, professionista nella NBA, in Francia, Svizzera e Italia.

## Carriera
È stato selezionato dai Washington Bullets al quarto giro del Draft NBA 1984 (76ª scelta assoluta).